# 和菓子の日
和菓子の日（わがしのひ）は、全国和菓子協会が1979年（昭和54年）に制定した記念日。毎年6月16日。

## 来歴
平安中期の承和年間、国内に疫病が蔓延した。仁明天皇は年号を嘉祥と改め、その元年（848年）の6月16日に、16個の菓子や餅を神前に供えて、疾病よけと健康招福を祈ったとされる。
これを起源として、6月16日に厄除け・招福を願って菓子を食う「嘉祥菓子」の習俗が、さまざまに形を変えながら、平安期から中世・近世まで存続した。江戸幕府においては、6月16日を嘉祥の日とし、お目見え以上の身分のものには大広間で和菓子が与えられた。
全国和菓子協会は、こうした故事にちなみ、日本の食文化を正しく後世に伝え残すために一層の努力を積み重ねることを目的として、この記念日を制定した。
直近の週末に、明治神宮菓道敬神会の主催により、明治神宮で無料の和菓子配布イベントが行なわれている。会員の和菓子職人たちがその場で練り切りを作り、参詣客に配布する。
また、大阪府では1997年に大阪府生菓子青年クラブが和菓子の日のお菓子として【笑わず餅】を作り、
親組合である大阪府生菓子協同組合が商標登録を行った。
作られた時から、大阪市内の難波神社において、
献菓式を行い、神社前の御堂筋線（歩道にて）
で笑わず餅の無料配布を行なっている。
2020年、2021年は新型コロナウイルス蔓延防止のため無料配布は行われず献菓式のみを行われた。